# MYV Pops
MYV Pops (estilizado como MYV☆POPS) é o quarto álbum de estúdio de Miyavi, lançado em 2 de agosto de 2006. A edição limitada e vem com um DVD adicional que contém um documentário mostrando a gravação "por trás das câmeras" além do clipe "Kimi ni Negai Wo". Este é o primeiro álbum que o músico inclina sua musicalidade para o pop.

## Recepção
Alcançou a décima quinta posição nas paradas da Oricon Albums Chart.

## Faixas
| N.º            | Título                                                                                                   | Duração |  |
| 1.             | "Are You Ready to Rock? -Rhythm Battle Mix-" (feat. Takaoki Saito)                                       | 3:55    |  |
| 2.             | "Kekkonshiki no Uta" (結婚式の唄)                                                                        | 4:52    |  |
| 3.             | "Señor Señora Señorita" (セニョール セニョーラ セニョリータ)                                             | 4:23    |  |
| 4.             | "Gigpig Boogie" (Gigpigブギ)                                                                             | 3:45    |  |
| 5.             | "Dear My Friend -Tegami wo Kaku Yo-" (Dear my friend -手紙を書くよ-)                                     | 4:27    |  |
| 6.             | "Itoshii Hito (Beta de Suman.) -2006 Ver.-" (愛しい人（ベタですまん。）-2006 ver.-)                      | 5:23    |  |
| 7.             | "Kimi ni Negai Wo" (君に願いを)                                                                          | 4:40    |  |
| 8.             | "We Love You ~Sekai wa Kimi wo Aishiteru~" (We love you ～世界は君を愛してる～)                          | 4:38    |  |
| 9.             | "Peace Sign" (ピースサイン)                                                                              | 4:41    |  |
| 10.            | "Oretachi Dake no Fighting Song (Tsusho: Neba Giba)" (俺達だけのファイティングソング （通称：ネバギバ）) | 3:34    |  |
| Duração total: | Duração total:                                                                                           | 43:56   |  |